# تشارلز إلدريدج
تشارلز إلدريدج (بالإنجليزية: Charles Eldridge)‏ هو ممثل أمريكي، ولد في 25 يوليو 1854 في ساراتوغا سبرينغس في الولايات المتحدة، وتوفي في 29 أكتوبر 1922 في نيويورك في الولايات المتحدة.

## أعمال

### أفلام
- (1914) قلوب وألماسات

## وصلات خارجية
- تشارلز إلدريدج على موقع IMDb (الإنجليزية)
- تشارلز إلدريدج على موقع تيرنر كلاسيك موفيز (الإنجليزية)
- تشارلز إلدريدج على موقع أول موفي (الإنجليزية)
- تشارلز إلدريدج على موقع قاعدة بيانات الفيلم (الإنجليزية)
- تشارلز إلدريدج على موقع كينوبويسك (الروسية)